# پیوند شیمیایی
پیوند شیمیایی (به انگلیسی: Chemical bond) به نیروهایی که اتم‌ها یا مولکول‌ها را کنار هم نگه می‌دارد گفته می‌شود و بر دو دسته‌اند:
1. پیوندهای میان اتمی: پیوند کووالانسی - پیوند یونی - پیوند فلزی
2. پیوندهای میان مولکولی: نیروی واندروالسی - پیوند هیدروژنی

این پیوندها می‌تواند بین دو اتم یکسان یا دو اتم متفاوت باشد که در حالت اول آن را مولکول جور هسته و در حالت دوم آن را مولکول ناجور هسته می‌نامند. استحکام پیوند شیمیایی را الکترونگاتیوی (یا الکترونگاتیویته) تعیین می‌کند. تعداد پیوندهای شیمیایی در مولکول‌های مختلف متفاوت است و از یک پیوند در مولکول‌های سادهٔ دو اتمی تا پیوندهای بسیار در ماکرومولکول‌ها را شامل می‌شود.

## پیوند کووالانسی
پیوندی را کووالانسی گویند که در آن اتم‌ها الکترون‌های منفرد خود را با هم به اشتراک بگذارند این پیوند بین نافلز و نافلز به وجود می‌آید. واین پیوند را با نمودار بدر هم نشان می‌دهند.

## پیوند یونی
پیوند یونی با انتقال الکترون همراه است یعنی یکی از اتم‌های واکنش دهنده یک یا چند الکترون از دست می‌دهد و اتم دیگر یک یا چند الکترون می‌گیرد؛ و پیوند یونی، قویتر از پیوند هیدروژنی و واندروالسی است.

## پیوند فلزی
پیوندی که بین اتم‌های فلز اتفاق می‌افتد را پیوند فلزی می‌گویند. همان‌طور که قبلاً گفته شد، جامدهای یونی به صورت مذاب و محلول رسانای جریان الکتریکی هستند ولی به صورت جامد نمی‌باشند. جامدهای فلزی در حالت جامد نیز رسانای جریان الکتریسیته‌اند، پیوند بین اتم‌های جامد نه از نوع یونی و نه از نوع کووالانسی است. این پیوند را که به علت وجود الکترون‌های آزاد و جاذبهٔ بین این الکترون‌ها با اتم‌های جامد
می‌باشد، پیوند فلزی می‌نامند.

## نیروی واندروالسی
1. بین مولکول‌های دو قطبی-دوقطبی=متانول و کلروفورم
2. بین مولکول‌های ناقطبی تشکیل دو قطبی القایی (نیروی پراکندگی لاندن)=هگزان و اکتان
3. یون-دو قطبی=سدیم با آب
4. قطبی-ناقطبی=ید در اتانول
5. یون-دو قطبی القایی (فوق‌العاده ضعیف و همین‌طور نادر)

## پیوند هیدروژنی
بین مولکول‌هایی پیوند بین H و یکی از سه عنصر F,N,O وجود داشته باشد مثل آب و اتانول

## پیوند نوسانی
در ژانویه ۲۰۱۵ (بهمن ۱۳۹۳) پژوهشگران کانادایی پیوند جدیدی را کشف کردند که پیوند نوسانی یا ارتعاشی نامیده می‌شود.
معمولاً بین دو اتم بزرگ مثل برم و یک اتم کوچک مانند هیدروژن برقرار می‌شود.